# Mescalero
Mescalero je pleme Istočnih Apača nastanjeno na rezervatu Mescalero Apache u Novom Meksiku. Njihovo plemensko područje širilo se između rijeke Rio Grande i Pecosa, ali i južno u područje Staked Plainsa i Coahuile. 1850. godine bilo ih je između 2,500-3,000. Preživjelo ih je na koncu neprijateljstava sa SAD-om (1881.) tek 431.

## Bande
Od ranih bandi Mooney zapisuje (1897.) sljedeće:  Nataina, Tuetinini (kod Big Benda, blizu današnje Alpine), Tsihlinainde, Guhlkainde (u Llanu Estacadu i Novom Meksiku, istočno od Pecosa), Tahuunde (u jugozapadnom Teksasu).

## Život i običaji
Mescaleri su bili poput drugih Apača nomadski lovci i sakupljači.  Žene su im poznate po vještini priprema hrane iz raznih divljih, biljnih vrsta. Svoje ime dobili su zbog običaja sakupljanja i jedenja mescala. 
Apači, pa i Mescaleri, prakticirali su obred ritualne izolacije mladih djevojaka koje imaju prvu menstruaciju. One su se izolirale na posebna mjesta, gdje bi obično neka druga žena vodila brigu o takvoj osobi. Hranila je i donosila joj vodu. U nekim slučajevima djevojka koja ima prvu menstruaciju uopće nije smjela stati na tlo. Sve posuđe iz kojega je pila i jela moralo se razbiti i zakopati na sigurno mjesto da neko ga slučajno ne pronađe, jer bi mogao oboljeti i dalje proširiti zarazu. Žene u izolaciji smatrale su se nečistima, a odjeću koju je nosila mora se spaliti. Kada se napokon očisti, ona dobiva novu odjeću, obično se čeka da joj nakon šišanja naraste nova kosa, i tada je postala žena i spremna je za udaju. Ovakvi obredi uvođenja djevojaka u svijet odraslih žena razlikuju se od mjesta do mjesta, ali su slični i svode se na isto.  
Nastambe Mescalera bila su jednostavna skloništa poznata pod imenom "wickiup". 
Odjeća je bila je jelenje kože. Tradicionalni dres danas se nosi samo na svečanostima; muškarci su hlače počeli nositi tek od 1898., a uvela ih je američka vlada.
Kod Mescalera, Zapadnih Apača i Chiricahua (Čirikawa) nalazimo proširenu obitelj, obitelj koja se sastoji od oženjenog muškarca, njegove žene i djece,  njezinih udanih sestara sa svojim obiteljima i neoženjene muške djece. Svaka je proširena obitelj sadržavala više "jezgrenih obitelji", što je ovisilo o broju udatih sestara.  Kod Chiricahua i Mescalera svaka lokalna grupa sadržavala je oko 30 "proširenih obitelji". Svaka lokalna grupa imala je svoga vođu. Žena je kod njih imala viši status u kući. Kod Mescalera je uočeno tek u par obitelji da obrađuju zemlju, zato su oni veoma dobri poznavaoci bilja, pa umiju nožem iz suhe zemlje iskopati jestivi korijen, i tako preživjeti u prirodi.
Mescaleri su lovci i sakupljači, tijekom sezone berbe agave i lova na bizone većina Mescalera je odsutna iz svojih domova. Ono što je netipično za Zapadne Apače i Čirikave, je to da su Mescaleri prihvatili tepee - šator prerijskih Indijanaca.

## Mescalero danas
Danas su Mescaleri suvremena zajednica aktivna u raznim komercijalnim aktivnostima. Rezervat se nalazi na jugu države Novi Meksiko u okrugu Otero. Utemeljen je 27. svibnja 1873. izvršnom naredbom predsjednika Ulysses S. Granta, prostire se na 720 četvornih milja. Na rezervatu živi između 3,000 i 4,000 Indijanaca iz plemena Mescalero, Lipan i Chiricahua. Prihodi plemena najviše dolaze od poznatog skijališnog centra 'Ski Apache' (u planinama Sacramento, na Sierra Blanci),  godišnje 30 milijuna dolara, i rekreativnom središtu 'Inn of the Mountain Gods' s 20 milijuna dolara na godinu i 300 zaposlenih. Golf, ribolov i jahanje, neke su od rekreacija zbog kojih se ovamo dolazi. Tu se također nalaze i kockarnice 'Casino Apache' i iIna Da Card Room', za osobe željne brze zarade. 
Glavno središte plemena i rezervata je gradić Mescalero, u njemu se nalazi mali plemenski muzej i šoping centar.  Prema popisu 2000. rezervat ima 3,156 stanovnika.  
Svake godine Mescaleri u ljetnim mjesecima priređuju ritualnu ceremoniju 'Coming of age',  koja se danas svodi na parade, rodeo, i tradicionalne plesove, koje izvode maskirani  'gaan'-plesači. Gaan je planinskih duh.  
Plemensko vijeće sastoji se od 8 članova.